# St. Jakobus (Ensdorf)

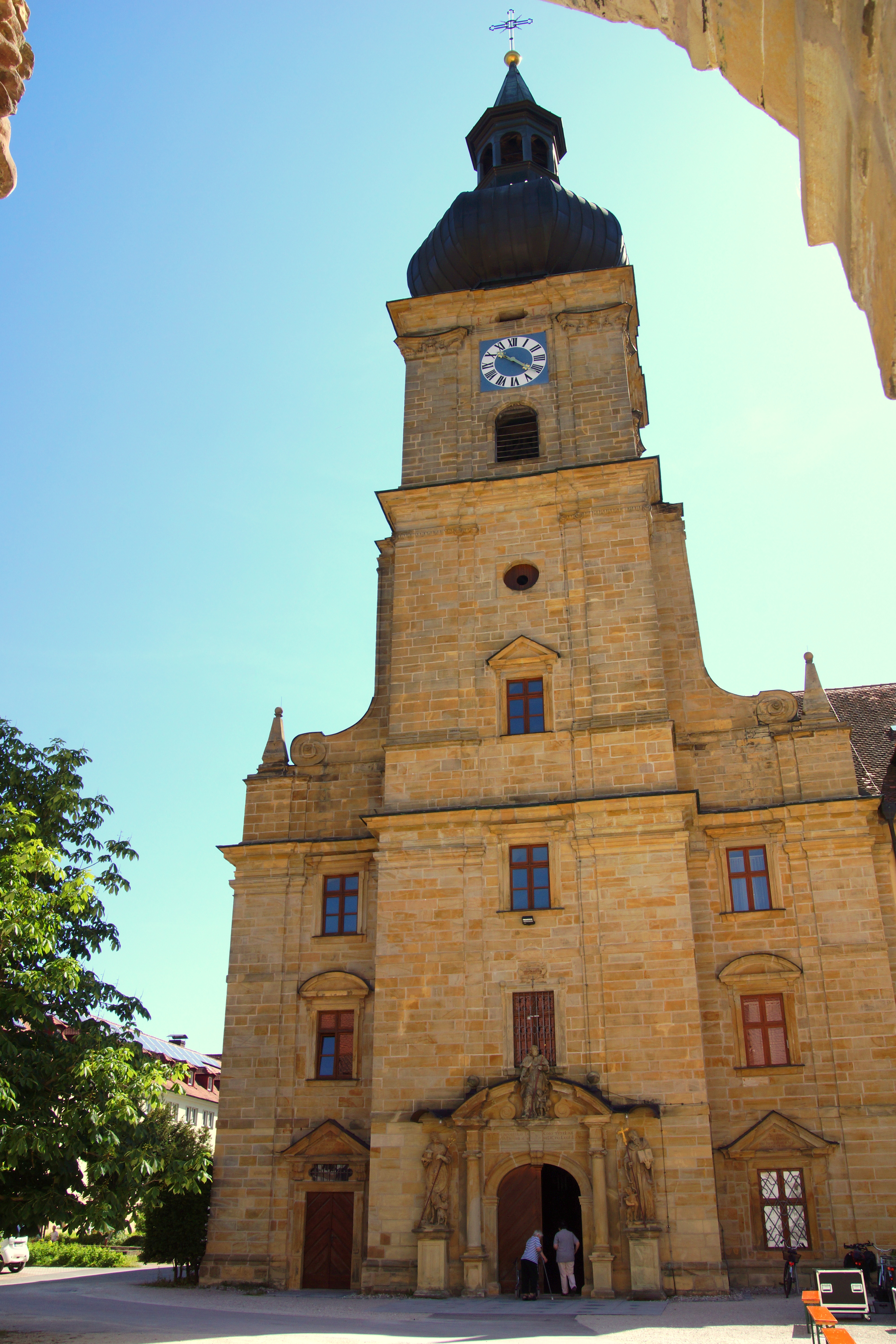
Kirche St. Jakob in Ensdorf

Die Kirche St. Jakobus in Ensdorf ist eine barocke Wandpfeilerkirche in der Oberpfalz. Sie ist seit 1802 die Pfarrkirche der gleichnamigen Pfarrgemeinde im Bistum Regensburg und steht unter Denkmalschutz.

## Geschichte
Bei der Gründung von Kloster Ensdorf ließen die Stifter, Pfalzgraf Otto V. von Scheyern und seine Frau Heilika von Lengenfeld, zuerst ein hölzernes Kirchengebäude errichten. Das Patrozinium ist dem Heiligen Jakobus dem Älteren gewidmet; diese Kirche wurde 1123 von Bischof Otto von Bamberg geweiht. Ein zweiter romanischer Vorgängerbau aus Stein nach dem Vorbild des Klosters Hirsau entstand unter Friedrich II. von Wittelsbach und seinem Bruder Otto I. von Wittelsbach. Es war dies eine kreuzförmige flachgedeckte Basilika mit einem Langhaus und zwei Seitenschiffen. Die Kirche besaß zudem zwei Türme, denen ein sogenanntes Paradies vorgelagert war. Zur Kirche gehörte ein romanischer Kreuzgang, der 1441 gotisch umgebaut wurde. Dieser Bau wurde 1180 von Erzbischof Konrad III. von Salzburg geweiht. Diese Kirche erhielt unter Abt Ulrich (1393–1396) anstatt der Flachdecke eine gotische Einwölbung. Von diesem Kirchenbau sind kaum noch Reste erhalten. Diese Kirche ist am 21. Juli 1507 durch einen Brand stark in Mitleidenschaft gezogen worden. Zwar wurde ein Wiederaufbau in die Wege geleitet, aber wegen der im 16. Jahrhundert einsetzenden Reformation kam dies aber ins Stocken und das Kloster wurde aufgehoben. Erst am 23. Juli 1669 wurde das Kloster den Benediktinern zurückgegeben.
Erst unter dem Abt Bonaventura Oberhuber wurde ab 1695 ein barocker Neubau anstelle der früheren Ruine begonnen. Aber auch dieses Unternehmen wurde aufgrund der Wirren des Spanischen Erbfolgekriegs (1701–1714) hinausgezögert. Die heutige Kirche wurde am 8. Oktober 1717 geweiht.

## Am Kirchenbau beteiligte Handwerker und Künstler
Als Baumeister der Kirche gilt Wolfgang Dientzenhofer († 1708). Als Maurermeister ist 1694 und 1701–1703 Martin Funk († 1704) nachweisbar, ihm folgte Christoph Granauer.
Das Hochaltarbild mit dem hl. Jakobus und der Krönung Mariens im Altarauszug stammt von Gebhard von Prüfening (1711). Der Altar ist an jeder Seite von drei Stucksäulen eingerahmt. Die Deckengemälde und die Fresken in der Kuppel werden Cosmas Damian Asam (1686–1739) zugeschrieben; das Deckengemälde vor dem Hochaltar stellt den Kirchenpatron Jacobus dar, der seinen Schild schützend über die Kirche hält. Das Schutzengelbild ist eine Kopie eines Werkes von Hans Georg Asam, das sich auch in Kirchen von Tegernsee, Walderbach und München findet. Ein weiteres Deckengemälde stellt die sagenhafte Schlacht von Clavijo, gemalt von Cosmas Damian Asam, dar. Weitere an der Kirche beteiligte Maler waren Anton Heil (1716), Adam Letsch (1717 und 1719), Hans Michael Letsch, Johann Mastabus und Johann Franz Lindmann.
Der Bildhauer Franz Joachim Schlott schuf die Statuen am Kirchenportal. Jakob Pirchner aus Schwandorf schuf die beiden Statuen am Durchgang von der Straße zum Kirchenvorplatz.
Als Schreiner waren tätig Georg Schober (1694), Franz Xaver Söllner (1752–1754) und Johann Michael Forst (1755–1756), Zimmermeister waren Johann Kaspar Huber (1694–1698), Mathias Jakob aus Amberg, Mathias Brandel (1695) und Adam Öhler. In den Bauakten sind des Weiteren genannt die Glaser Kaspar Maindel aus Hirschau (1695, 1715) und Peter Krieb aus Amberg (1694), der Schlosser Georg Forster aus Neumarkt in der Oberpfalz (1696), die Steinhauer Sebastian Prickl und Lorenz Hintermayer aus Kelheim (1696) sowie der Ziegler und Kalkbrenner Michael Kertsch (1693).

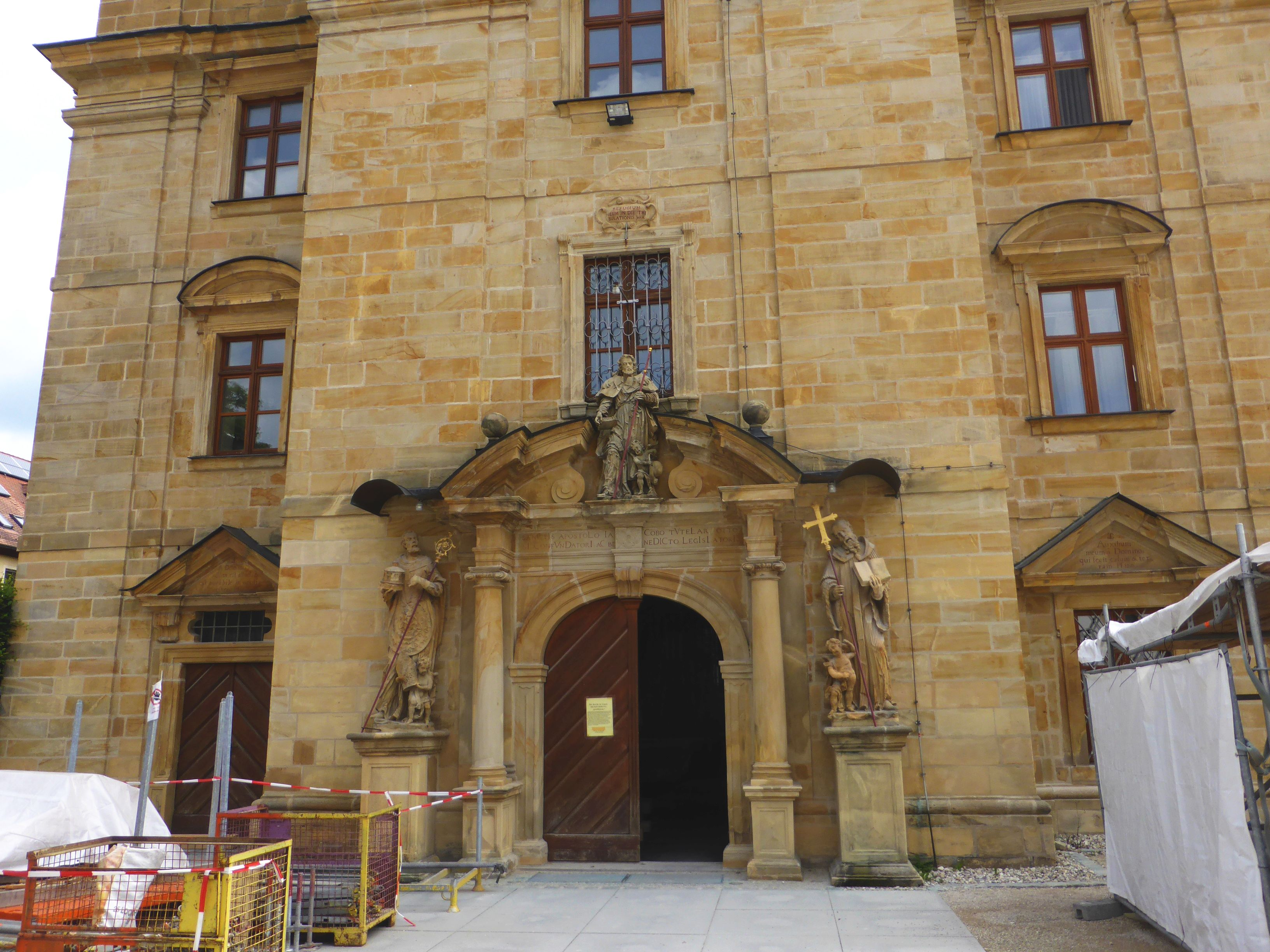
Eingangsportal zur Kirche St. Jakob

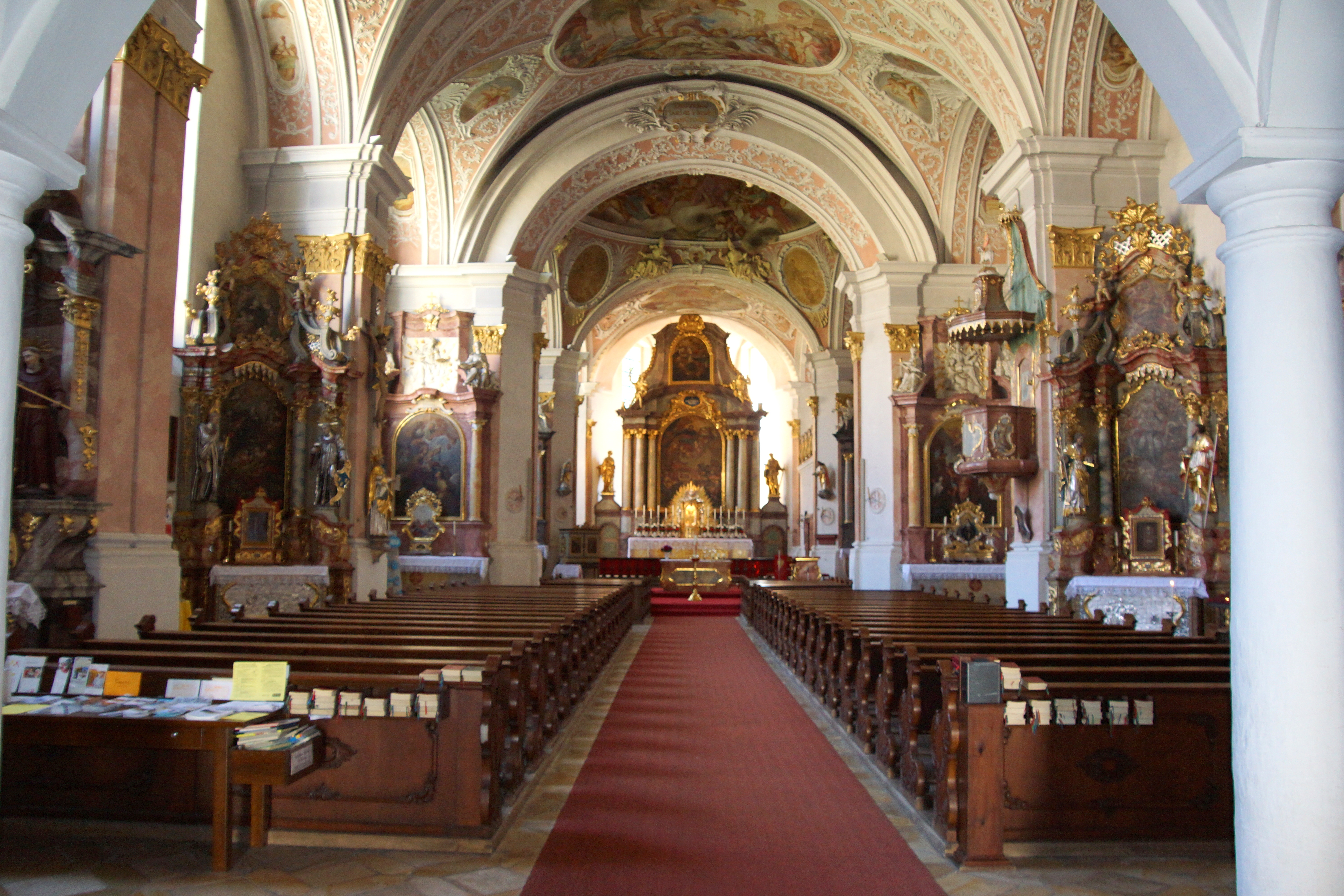
Kircheninnenraum mit dem Hochaltar

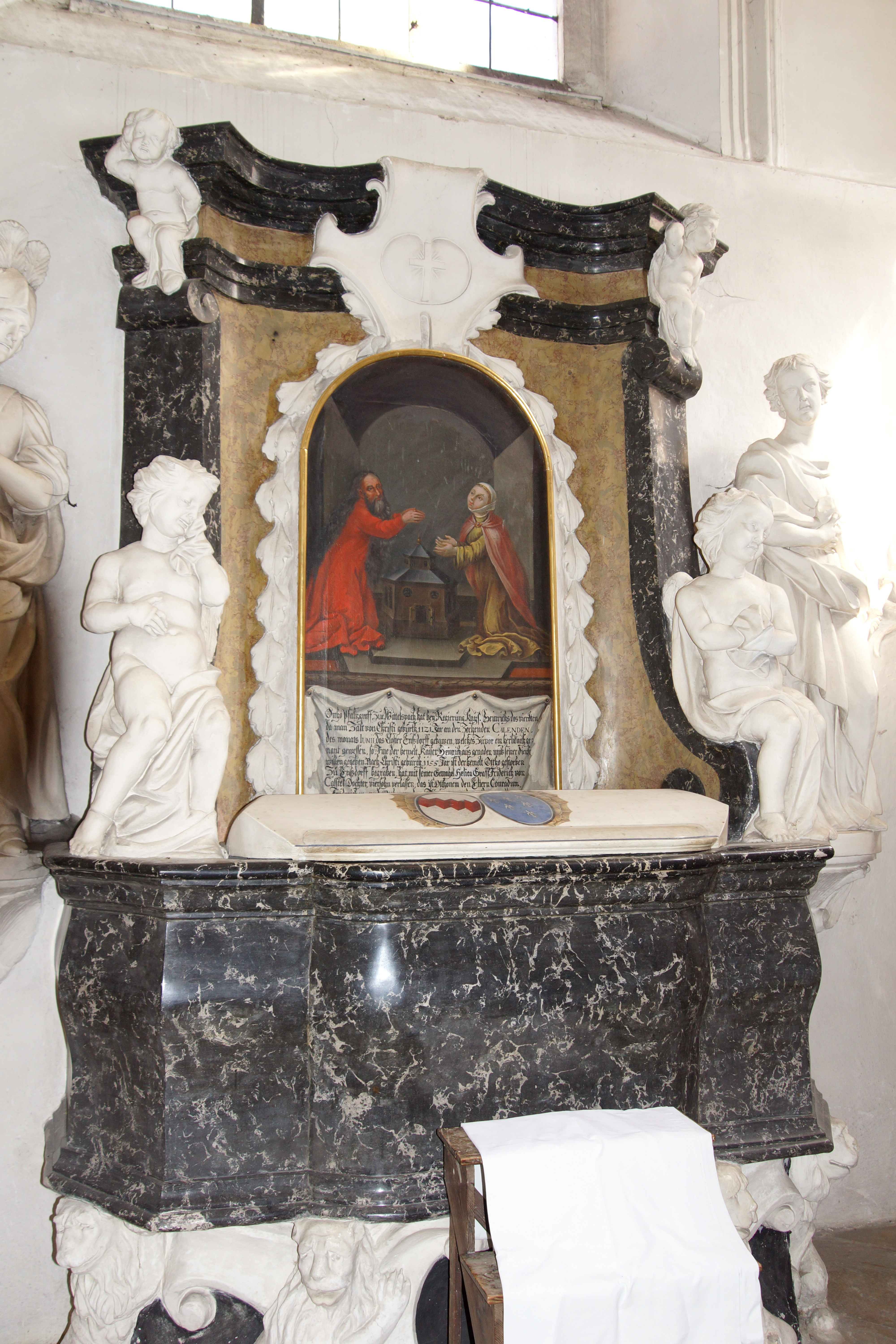
Seitenaltar mit den Stiftern und dem Stiftergrab

## Baubeschreibung
Der Turm der Kirche ist in drei Stockwerken aufgebaut. An der Spitze befindet sich eine Kuppel, die über die Laterne in eine Spitze und ein Kreuz übergeht. Das Eingangsportal wird von der Figur des hl. Jakobus in Pilgergewand bekrönt, links und rechts befinden sich die Statuen des Bischofs Otto von Bamberg und des hl. Benedikt.
Das Langhaus wird aus drei Jochen gebildet, die mit Gewölben umspannt sind. Im Osten liegt ein einjochiger Chor, der einen dreiseitig gebrochenen Abschluss aufweist. Das nicht ausladende Querschiff ist mit einer Kuppel gedeckt, die Kuppel wird von Vierungspfeilern getragen. In dem Joch vor dem Altarraum liegt links das Stiftergrab, rechts befindet sich die Sakristei, darüber ein offener Mönchschor. Das Deckengemälde oberhalb des Chores zeigt Benedikt als Lehrer der Mönchsgemeinde. Der Altarraum ist geostet, nördlich davon sind Fenster angebracht. Die reich verzierten Gewölbedecken sind von Cosmas Damian Asam gestaltet. Die Sakristei entstand 1743; über die dabei tätigen Künstler und Handwerker ist nichts bekannt. Sie ist mit einem reich verzierten Ankleideschrank, einem Schrank für die Kelche der Mönche und einem Lavabo ausgestattet.
Die Kirche besitzt acht Seitenaltäre, die jeweils an die Seitenpfeiler angelehnt sind. Rechts vorne ist ein Marienaltar mit der Immaculata. Im Auszug ist ein Bild mit dem hl. Benedikt, der ein aufgeschlagenes Buch hält. An der Seite ist ein Bild mit der Beweinung Christi bei der Kreuzabnahme, darunter ein Grabstein für die Äbte Johann Hauser († 1503) und Friedrich Prentel († 1520) aus der Vorgängerkirche. Links vorne steht der Kreuzaltar. Dargestellt wird nach einer Vorlage von Rubens der Moment, in dem ein Soldat zum Lanzenstich in die Seite Christi ansetzt. Im Auszug ist Gottvater mit der Weltkugel dargestellt; damit wird auf die Erschaffung und die Erlösung der Welt hingewiesen. Ein daneben sich befindlicher Grabstein erinnert an Abt Hermann Hollfelder († 1468). Der nächste Altar ist der hl. Appolonia geweiht. Im Mittelbild wird ihr Martyrium gezeigt, ein Henkersknecht reißt dem Opfer die Zähne heraus, im Hintergrund wird die Märtyrerin verbrannt. Im Auszug sind Mutter Anna mit Maria, flankiert mit den Märtyrerinnen Barbara und Katharina dargestellt. An der Seite steht ein Taufstein. Der Altar links vereinigt im Altarbild die Hl. Dreifaltigkeit und die Hl. Familie. Im Auszug ist der Vater Mariens, St. Joachim, flankiert von Leonhard und Ägidius dargestellt. An der Wand ist eine Figur des hl. Johannes Nepomuk von 1740. Einer der hinteren Altäre ist der sog. Ottoaltar, der den Bischof Otto von Bamberg als Seligen des Himmels zeigt. Im Antependium wird er bei der Weihe der Klosterkirche gezeigt. Im Auszug ist Kaiser Heinrich II., der Gründer des Bistums Bamberg, verherrlicht. Die Figuren am Altar sind der heilige Wolfgang und der heilige Rupert von Salzburg. An der Wand hängt die von Abt Meiler erworbene Holzplastik der Maria von 1500. Der Altar gegenüber ist der Benediktusaltar. Er wird in seiner Glorie dargestellt, ihm zur Seite stehen seine beiden Jünger Plazidus und Maurus. Im Auszug wird die hl. Scholastika dargestellt. Der letzte Altar auf der rechten Seite zeigt den hl. Sebastian, zu seiner Seite sind der hl. Franz Xaver und der hl. Rochus. Im Auszug wird der hl. Florian gezeigt. Der gegenüberliegende Altar ist dem Antonius von Padua geweiht, er wird zusammen mit Johann von Capistran und Franz von Assisi dargestellt. Im Auszug ist die hl. Klara mit einer Monstranz zu sehen.
Auf einer unterwölbten Empore steht die Orgel. Ihr Gehäuse wurde 1739–1740 von Hans Georg Grundler aus Högling errichtet. Das erste Orgelwerk wurde von Johann Sebastian Wild aus Kirchenrohrbach 1718 geschaffen, das zweite 1739 von Johann Sebastian und Georg Karl Wild. Das dritte stammt 1782 von der Firma Andreas Weiß aus Nabburg, das heutige wurde 1913 von der Firma Binder erbaut.
Mitte der 2010er Jahre wurde die Kirche einer umfassenden Renovierung unterzogen. Sie konnte rechtzeitig, bis zum 300-jährigen Weihejubiläum der Kirche, abgeschlossen werden. Am 8. Oktober 2017 weihte Bischof Rudolf Voderholzer den neuen Altar.

## Pfarrei Ensdorf nach der Klosteraufhebung
Bis zur Aufhebung des Klosters wurden die Pfarrer von Ensdorf von dem Kloster gestellt. Danach zerstreuten sich die Patres, teilweise haben sie als Professoren Verwendung gefunden, teils haben sie Pfarreien übernommen. Der südliche Anbau des Klosters wurde zum Pfarrhof bestimmt, aber erst 1853 entsprechend umgebaut. In die Prälatur – die  Westfront im Anschluss an die Kirche – kam eine Schule. Der eigentliche Klosterbau im Süd- und Ostflügel war 1839 in den Besitz eines Handelsmannes aus Amberg gekommen, der hier eine Alaunfabrik einrichten wollte. Wegen des Widerspruchs des damaligen Pfarrers und auch wegen der vermutlichen Unrentabilität wurde dieser Plan nicht umgesetzt. Die Idee, die Gebäude abzubrechen, wurde durch den Widerstand des Klosterbrauereibesitzers Georg Schmidt aufgegeben. 1856 kam dieser Bauteil an das Bistum Regensburg unter dem Bischof Valentin Riedel, der hier die Stiftung Xaverianum errichtete. Damals herrschte kein Priestermangel im Bistum und für die Neugeweihten fand sich nicht einmal eine Verwendung als „Supernumerarii“ (also als „Überzählige“, denen sich ein gut bestellter Pfarrer für Hilfsdienste annahm). Deshalb mussten die Neugeweihten ein weiteres Jahr in Ensdorf verbringen, um unter Anleitung des dortigen Pfarrers als Direktor und des Kooperators als Präfekt das Pastoral praktisch zu üben. Nach 1857 bestand diese Notwendigkeit nicht mehr und das Xaverianum sollte als Korrektionsanstalt und Exerzitienhaus dienen.
Nach der  Säkularisation wurde als erster Pfarrer Pater Lorenz Pfaller angestellt, mit Schreiben vom 20. Juli 1804 durch die kurfürstliche Landesdirektion wurden diesem Pater Josef Moritz und Romann Trittermann als Gehilfen beigegeben. Auf ihn folgte als Nachfolger Pater Stephan Götz. 1812 wurde der Kuratpriester auf dem Mariahilfberg Heinrich Bauer zum Pfarrer in Ensdorf ernannt. 1845 wurde Franz Xaver von Dietz zum Pfarrer ernannt, dieser resignierte am 18. März 1861 und verstarb am 3. August 1864 in München. Seine Nachfolger wurden Bartholomä Endres (1861–1872) und Michael Wittmann (1873–1898). Ihm folgte Pfarrer Pfretzschner von 1898 bis 1906 nach, der sich vor allem um das Schulwesen verdient gemacht hat. 1907 wurde die Pfarrei an den Expositus Johann B. Schmidt vergeben. Pfarrer Johann Baptist Schmidt ist es zu verdanken, dass 1920 die Salesianer Don Boscos nach Ensdorf kamen. Seither helfen sie auch in der Seelsorge.
Am 1. November 1965 wurde die Pfarrei den Salesianern übertragen. Pater Josef Rieshofer war der erste Salesianer als Pfarrer (Pfarradministrator). Pater Sebastian Raß löste 1988 Pater Josef Rieshofer als Pfarrer ab. Seit 1998 kümmert sich Pater Hermann Sturm als Pfarrer um die seelsorglichen Belange in St. Jakobus. Zur Pfarrei gehören auch die Filialkirchen in Wolfsbach und Thanheim, aber auch die Wallfahrtskirche auf dem Eggenberg, die Kirche in Hirschwald sowie die Kapellen von Uschlberg, Hofstetten und Seulohe.